# Східногренландська течія

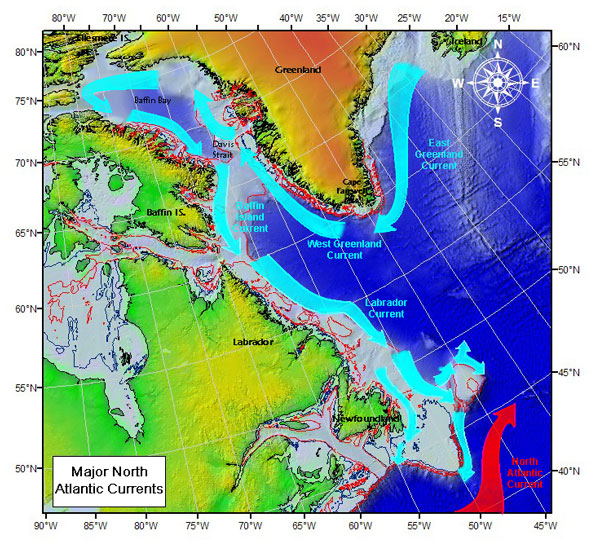
Головні течії Північної Атлантики

Східногренландська течія — холодна з низьким рівнем солоності течія Північного Льодовитого океану, що прямує від протоки Фрама (~80N) до мису Фарвель (~ 60N) . Прямує з півночі на південь уздовж східного берега Гренландії. Швидкість близько 1 км/год. Протягом року несе льоди арктичного басейну, в літні місяці — айсберги. Температура води біля берегів Гренландії нижче 0°С, на східній околиці влітку до 2,4°С. Солоність 32,0—33,0 ‰. Течія протікає через Північні Моря (Гренландське та Норвезьке) і через Данську протоку. Течія є дуже важливою, тому що вона напряму сполучає Арктику з Північною Атлантикою, вона робить основний вклад в експортування льоду з Арктики, і є основним стоком прісної води з Арктики.